# Belokamenka (Murmansk)
Belokamenka (russisch Белокаменка) ist ein Dorf (selo) in der russischen Oblast Murmansk mit 84 Einwohnern (Stand 14. Oktober 2010).
Es liegt auf der Nordseite der Kola-Bucht, gut zehn Kilometer nördlich des Zentrums von Murmansk. Östlich des Ortes mündet der gleichnamige Bach Belokamenka in die Bucht, der mehrere nördlich gelegene Seen (Belokamennoje, Arno, Sirwesjarwi) entwässert. Belokamenka gehört zum Verwaltungsbezirk (administratiwny okrug) Poljarny des „geschlossenen“ (SATO) Stadtkreises Alexandrowsk.
Zugehörig ist ein Entsorgungshafen der Eismeerflotte. In der Kola-Bucht liegt vor dem Ort der gleichnamige Supertanker Belokamenka, der heute als schwimmendes Tanklager dient.